# Mutisia anderssonii
Mutisia anderssonii là một loài thực vật có hoa trong họ Cúc. Loài này được Sodiro ex Hieron. mô tả khoa học đầu tiên năm 1900.